# Bahnhof Rumburk
Der Bahnhof Rumburk (bis 1945 deutsch: Bahnhof Rumburg) ist eine Betriebsstelle der Bahnstrecke Bakov nad Jizerou–Ebersbach und der einmündenden Strecken Rumburk–Sebnitz und Mikulášovice dolní n.–Rumburk auf dem Stadtgebiet von Rumburk (Rumburg) in der Tschechischen Republik. Rumburk ist Grenzbahnhof zu Sachsen in Deutschland.

## Geschichte
Erbaut wurde der Bahnhof 1868–1869 am nördlichen Stadtrand durch die Böhmische Nordbahn (BNB) als vorläufiger Endpunkt der von Bakov nach Nordböhmen führenden Eisenbahnstrecke Bakov–Rumburg. Am 16. Januar 1869 erreichte der erste Zug den neuen Bahnhof.
Schon um 1869 gab es Überlegungen, die Strecke Richtung Bautzen und Spremberg entlang der Spree fortzusetzen, um so die kürzeste Verbindung zwischen Berlin und Wien herzustellen. Die österreichische Staatsregierung genehmigte der Böhmischem Nordbahn am 17. Juli 1871 den Bau dieser Strecke. Sachsen lehnte hingegen eine Streckenführung ab, die in direkter Konkurrenz zur eigenen Bahnstrecke im Elbtal gestanden hätte. Am 29. September 1869 wurde ein Vertrag zwischen Österreich und Sachsen abgeschlossen, der zumindest den Bau einer Eisenbahnstrecke von Rumburg über Ebersbach nach Löbau vorsah. Im Jahre 1871 begannen die Bauarbeiten, die zwei Jahre später abgeschlossen waren. Am 1. November 1873 wurde die neue Strecke nach Georgswalde-Ebersbach eröffnet. Bereits seit 8. Jänner 1873 mündete die Strecke von Schluckenau in den Bahnhof ein.
Am 29. Oktober 1902 eröffnete die Nordböhmische Industriebahn die Lokalbahn nach Nixdorf, was umfangreiche Umbauten und Erweiterungen an den Bahnanlagen erforderte. Die Lokomotivstation wurde im Winkel zwischen den abzweigenden Strecken neu gebaut. Insgesamt besaß der Bahnhof nun acht durchgehende Hauptgleise mit drei höhengleich zugängigen Bahnsteigen vor dem Aufnahmsgebäude.
Mit der Verstaatlichung der Böhmischen Nordbahn gelangte auch der Bahnhof Rumburg 1908 an die k.k. Staatsbahnen (kkStB). Nach dem Ersten Weltkrieg kam der Bahnhof zur neu gegründeten Tschechoslowakischen Staatsbahn (ČSD).
Während der Sudetenkrise flüchteten aus dem Gebiet um Rumburk nach dem 15. September 1938 Tausende Sudetendeutscher mit der Bahn ins benachbarte Sachsen. Eine Woche später wurde der Bahnhof von den tschechischen Eisenbahnern geräumt, so dass ab 23. September 1938 der Eisenbahnverkehr eingestellt war. Infolge des Münchner Abkommens übernahm die Deutsche Reichsbahn am 19. Oktober 1938 den Bahnhof, der fortan zur Reichsbahndirektion Dresden gehörte.

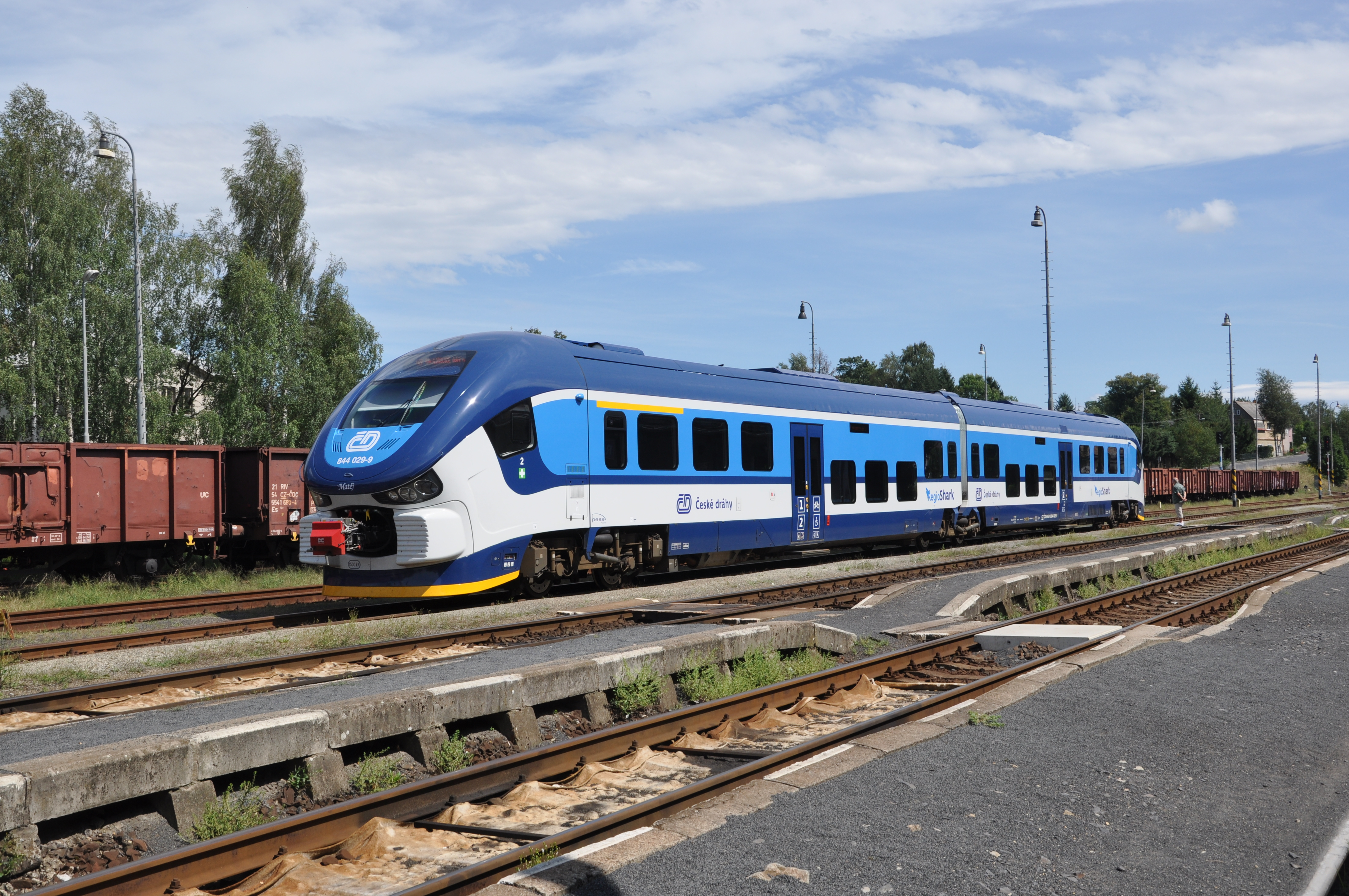
Personenzug der Linie U27 auf Gleis 5 (2014)

Nach dem Ende des Zweiten Weltkrieges kam der Bahnhof 1945 wieder zur ČSD, grenzüberschreitender Verkehr fand jedoch vorerst nicht mehr statt. Erst ab dem 30. September 1952 verkehrten wieder Güterzüge über die Staatsgrenze, der Personenverkehr nach Ebersbach wurde am 1. Juli 1991 wieder aufgenommen.
Als im Herbst 1997 der Verkehr auf vielen Nebenstrecken Tschechiens eingestellt werden sollte, streikten auch die Eisenbahner in Rumburk für den Erhalt der umliegenden  Bahnstrecken.
Der grenzüberschreitende Personenverkehr nach Ebersbach wurde 2010 wieder eingestellt, im Juli 2014 wurde dagegen jedoch der durchgehende Zugbetrieb zwischen Rumburk und Sebnitz (Sachs) nach fast 70-jähriger Unterbrechung wieder aufgenommen.
2015 wurde der Standort von ČD Cargo in Rumburk aufgegeben, die letzte stationierte Lokomotive der Baureihe 742 wurde abgezogen. Gleichwohl wird der Bahnhof weiterhin im Nahgüterverkehr bedient.
2017 erfolgte eine umfangreiche Modernisierung der Gleisanlagen sowie der Leit- und Sicherungstechnik. Damit einher ging auch ein Rückbau verschiedener nicht mehr benötigter Gleise.